# Hermanas Narváez
Rosa y María Narváez Bautista (Hermanas Narváez) fueron dos activistas  y profesoras mexicanas originarias de Puebla. Junto a Carmen Serdán, son consideradas las más importantes activistas poblanas dentro del movimiento revolucionario. Las hermanas Narváez fueron conocidas también como las socias de Carmen Serdán.

## Biografía
Rosa Narváez Bautista nació el 17 de enero de 1878 en Puebla. Fue profesora egresada de la Escuela Normal de Profesores de Puebla. Se convirtió en simpatizante de Madero y fue coordinadora de varios grupos femeniles. Rosa Narváez utilizaba el seudónimo Rosa Nervo.
María Narváez Bautista nació en 1881 en Puebla. Al igual que su hermana Rosa, se convirtió en activista por el movimiento antirreeleccionista tras la postulación de Madero. Se trasladó a la Ciudad de México en 1920 y murió en los años sesenta.
Las hermanas Narváez llevaron a cabo algunas acciones de su activismo de manera clandestina. Acudían a la iglesia con pólvora, melenita y dinamita escondidas, las cuales eran entregadas a Miguel Rosales, tío de Carmen y Aquiles Serdán.